# Terrore bianco (Russia)

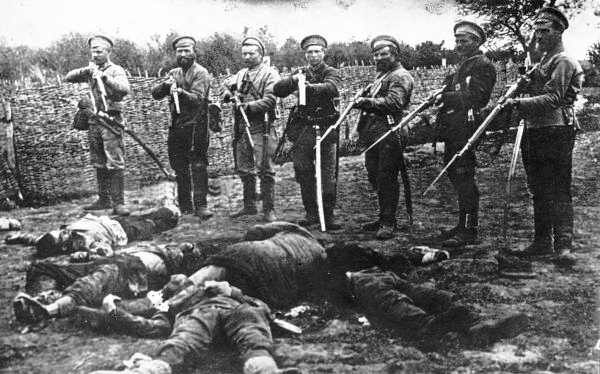
Esecuzione dei membri del Soviet regionale del Aleksandrovo-Gajskij rajon da parte dei cosacchi sotto il comando dell'Ataman Alexander Dutov, 1918

Il Terrore bianco (in russo Белый Террор?, Belyy Terror) in Russia si riferisce alla violenza organizzata e alle uccisioni di massa perpetrate dall'Armata Bianca durante la guerra civile russa (1917-1923). Cominciò quando i soviet presero il potere nel novembre 1917 in seguito alla Rivoluzione d'Ottobre e continuò fino alla sconfitta dell'Armata Bianca per mano dell'Armata Rossa. L'Armata Bianca, fedele allo zar Nicola II, stava combattendo per il potere contro l'Armata Rossa, la quale successivamente avviò una campagna di arresti di massa, deportazioni ed esecuzioni indirizzata verso i controrivoluzionari in seguito all'assassinio del capo della Čeka di Pietrogrado, Moisej Urickij, e al tentato assassinio del segretario del Partito Comunista russo (bolscevico) e Presidente della Repubblica Socialista Federativa Sovietica Russa, Vladimir Lenin nell'agosto 1918, che verrà ricordata come "Terrore rosso". Secondo alcuni storici russi, il Terrore bianco fu una serie di azioni premeditate dirette dai loro leader. Le stime delle persone uccise durante il Terrore bianco variano da 20 000 a 100 000, mentre altre stime arrivano fino a 300 000 morti.

## Russia meridionale e occidentale

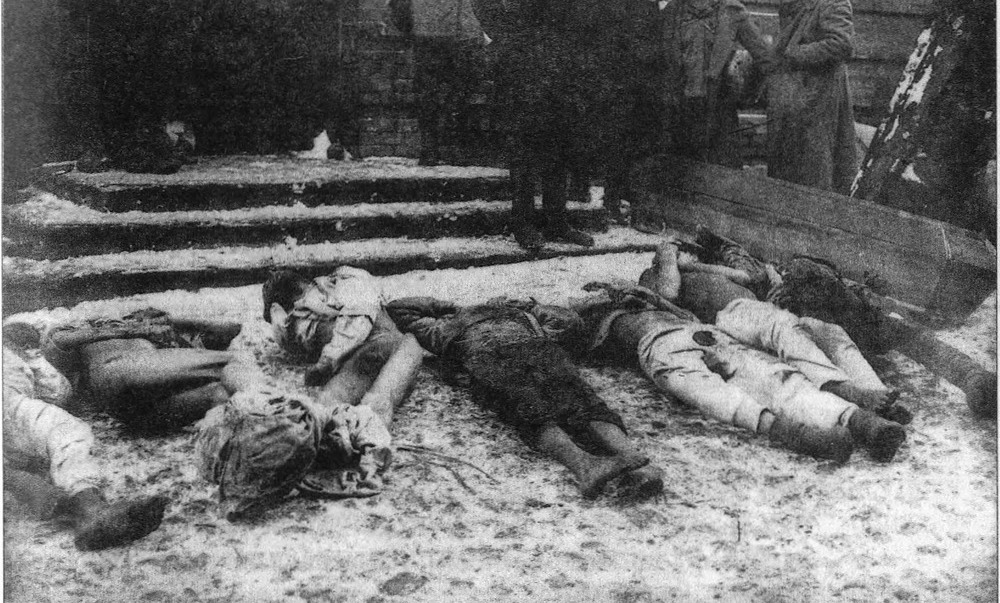
Corpi di prigionieri a Bakhmut avvelenati dalle truppe di Denikin, 1919

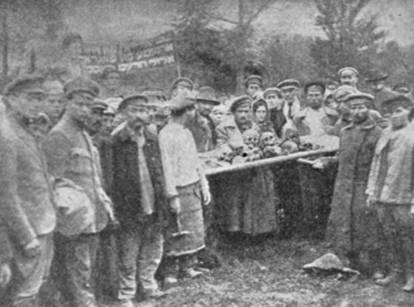
Dopo un pogrom a Fastiv (Ucraina), 1919

Un protagonista importante del Terrore bianco fu Lavr Kornilov. Durante la "Marcia del ghiaccio" nel sud della Russia, Kornilov dichiarò: "Ti do un ordine molto crudele: non fare prigionieri! Accetto la responsabilità di questo ordine davanti a Dio e al popolo russo", "Più grande è il terrore, maggiori sono le nostre vittorie", "Dobbiamo salvare la Russia, anche se dovessimo dare fuoco a metà del paese e versare il sangue di tre quarti di tutti i russi". In un'altra occasione, Kornilov disse che bisognava occuparsi dei prigionieri, dicendo: "Non facciamo la guerra contro i feriti".
Secondo N. Bogdanov, un partecipante alla marcia del ghiaccio:
Bogdanov ha citato un'altra occasione, tuttavia, in cui gli ufficiali dell'Armata Rossa sono stati processati e scagionati per aver agito sotto costrizione.
Dopo che Kornilov fu ucciso nell'aprile 1918, la guida dell'Armata dei Volontari passò ad Anton Denikin. Durante il regime di Denikin, la stampa sollecitava regolarmente alla violenza contro gli ebrei. Ad esempio, un proclama di uno dei generali di Denikin incitava la gente ad "armarsi" per estirpare "la forza del male che vive nei cuori degli ebrei-comunisti". Nella sola cittadina di Fastov, l'Armata dei Volontari di Denikin uccise oltre 1 500 ebrei, per lo più anziani, donne e bambini. Si stima che da 100 000 a 150 000 ebrei in Ucraina e nella Russia meridionale siano stati uccisi nei pogrom perpetrati dalle forze di Denikin e dai nazionalisti-separatisti di Symon Petljura. Centinaia di migliaia di ebrei rimasero senza casa e decine di migliaia furono vittime di gravi malattie.
Nella provincia del Don, il governo sovietico fu sostituito da un regime guidato da Pëtr Krasnov formato nell'aprile 1918. Secondo Walter Laqueur, più di 45 000 persone furono uccise dal regime cosacco bianco di Krasnov, che durò fino a quando l'Armata Rossa conquistò la regione dopo la vittoria nella battaglia di Caricyn.
Esecuzioni di massa avvennero nel 1918 nei territori sotto l'occupazione bianca. In un incidente, il comandante della 3ª divisione dell'esercito volontario, M. Drozdovsky, diede l'ordine di sparare a più di 1 000 prigionieri catturati.
Nel 1918, quando i Bianchi controllavano il "Territorio del Nord" con una popolazione di circa 400 000 persone, più di 38 000 furono incarcerati. Di questi, circa 8 000 furono giustiziati mentre altre migliaia morirono per torture e malattie.

## Russia orientale
Nel novembre 1918, dopo aver preso il potere in Siberia, l'ammiraglio Aleksandr Kolčak perseguì una politica di persecuzione dei rivoluzionari e dei socialisti di diverse fazioni. Il governo di Kolčak emanò un decreto di ampia formulazione il 3 dicembre 1918 che rivedeva gli articoli del codice penale dell'Impero russo "al fine di preservare il sistema e il governo del Sovrano Supremo". Gli articoli 99 e 100 stabilivano la pena capitale per i tentativi di assassinio del Sovrano Supremo e per il tentativo di rovesciare le autorità. Ai sensi dell'articolo 103, "gli insulti scritti, stampati e orali, sono punibili con la reclusione". Il sabotaggio burocratico ai sensi dell'articolo 329 era punibile con i lavori forzati da 15 a 20 anni. Seguirono ulteriori decreti, che gli conferirono ancora più potere. L'11 aprile 1919, il governo di Kolčak adottò il regolamento 428, "Sui pericoli dell'ordine pubblico dovuti ai legami con la rivolta bolscevica", che fu pubblicato nel quotidiano di Omsk, l'Omsk Gazette (n. 188 del 19 luglio 1919). Essa prevedeva una pena detentiva di 5 anni per "individui considerati una minaccia per l'ordine pubblico a causa dei loro legami in qualche modo con la rivolta bolscevica". In caso di rientro non autorizzato dall'esilio, erano previsti lavori forzati da 4 a 8 anni. Gli articoli 99-101 consentivano la pena di morte, il lavoro forzato e la reclusione, e la repressione da parte dei tribunali militari, e non imponevano nemmeno commissioni d'inchiesta.

Un estratto dell'ordine del governo della contea di Yenisei nell'Oblast' di Irkutsk, il generale. S. Rozanov ha dichiarato:

Un membro del "Comitato centrale dei socialisti rivoluzionari di destra", D. Rakov ha scritto del terrore delle forze di Kolchak:
Nel marzo 1919 lo stesso ammiraglio Kolčak chiese a uno dei suoi generali di "seguire l'esempio dei giapponesi che, nella regione dell'Amur, avevano sterminato la popolazione locale". Il regime di Kolčak faceva uso anche delle fustigazioni di massa, specialmente con le verghe. Kolčak ordinò di radere al suolo interi villaggi. In alcune province siberiane furono distrutte 20 000 fattorie e bruciate oltre 10 000 case di contadini. Il regime di Kolčak distrusse ponti e fece esplodere le stazioni dell'acqua.
Negli Urali, in Siberia e in Estremo Oriente, diversi signori della guerra cosacchi praticarono una crudeltà straordinaria: Boris Annenkov, A. Dutov, Grigorij Semënov e I. Kalmykov. Durante il processo contro Annenkov, ci sono state testimonianze sulle rapine contro i contadini e atrocità sotto lo slogan: “Non abbiamo restrizioni! Dio è con noi e Ataman Annenkov: taglia a destra e a sinistra!”. Nel settembre 1918, durante la repressione delle rivolte contadine nella contea di Slavgorod, Annenkov torturò e uccise fino a 500 persone. Le ragazze di Slavgorod e delle aree circostanti sono state portate al treno di Annenkov, violentate e poi fucilate. Secondo un testimone oculare, Annenkov si è reso responsabile di brutali torture: alle vittime sono stati cavati gli occhi e strappate le lingue e strisce di schiena, sono state sepolte vive o legate ai cavalli. A Semej, Annenkov ha minacciato di sparare a un residente su cinque se la città si fosse rifiutata di pagare le indennità.
Il 9 maggio 1918, dopo che l'Ataman Dutov catturò il villaggio di Alekasandrov-Gai, quasi 2 000 uomini dell'Armata Rossa furono sepolti vivi. Più di 700 persone del villaggio furono giustiziate. Dopo aver catturato Troitsk, Orenburg e altre città, fu instaurato un regime di terrore. Una prigione a Orenburg conteneva oltre 6 000 persone, di cui 500 sono state uccise solo durante gli interrogatori. A Čeljabinsk, gli uomini di Dutov hanno giustiziato o deportato nelle prigioni siberiane oltre 9 000 persone. A Troitsk, gli uomini di Dutov nelle prime settimane dopo la cattura della città hanno sparato a circa 700 persone. A Ileka hanno ucciso più di 400 persone. Queste esecuzioni di massa erano tipiche delle truppe cosacche di Dutov. L'ordine esecutivo di Dutov del 4 agosto 1918 imponeva la pena di morte per evasione dal servizio militare e per resistenza anche passiva alle autorità del suo territorio. In un distretto della regione degli Urali, nel gennaio 1918, gli uomini di Dutov uccisero oltre 1 000 persone. Il 3 aprile 1919, il signore della guerra cosacco ordinò alle sue truppe di sparare e prendere ostaggi per la minima dimostrazione di opposizione. Nel villaggio di Sugar, gli uomini di Dutov hanno bruciato un ospedale con centinaia di pazienti che servivano nell'Armata Rossa.
Il regime di Semenov in Dauria è stato caratterizzato dal terrore di massa ed esecuzioni. Nella stazione di Adrianovki nell'estate del 1919 furono fucilate più di 1 600 persone. Lo stesso Semenov ha ammesso in tribunale che le sue truppe hanno bruciato i villaggi. Furono istituiti undici case della morte permanenti, dove si praticavano raffinate forme di tortura. Semyonov supervisionò personalmente le camere di tortura, durante le quali furono uccise circa 6 500 persone.
Il maggiore generale William S. Graves, che comandava le forze di occupazione statunitensi in Siberia, testimoniò che:

## In letteratura
Molti autori russi hanno scritto dell'eroismo del popolo russo nella lotta al Terrore bianco. I romanzi includono Chapaev di Furmanov, The Iron Flood di Aleksandr Serafimovič e The Rout di Aleksandr Fadeev . Molti dei primi racconti e romanzi di Michail Šolochov, Leonid Leonov e Konstantin Fedin erano dedicati a questo tema.
Il romanzo autobiografico di Nikolaj Ostrovskij Come fu temprato l'acciaio documenta episodi del Terrore bianco nell'Ucraina occidentale da parte di unità antisovietiche.

## Monumenti alle vittime del Terrore bianco

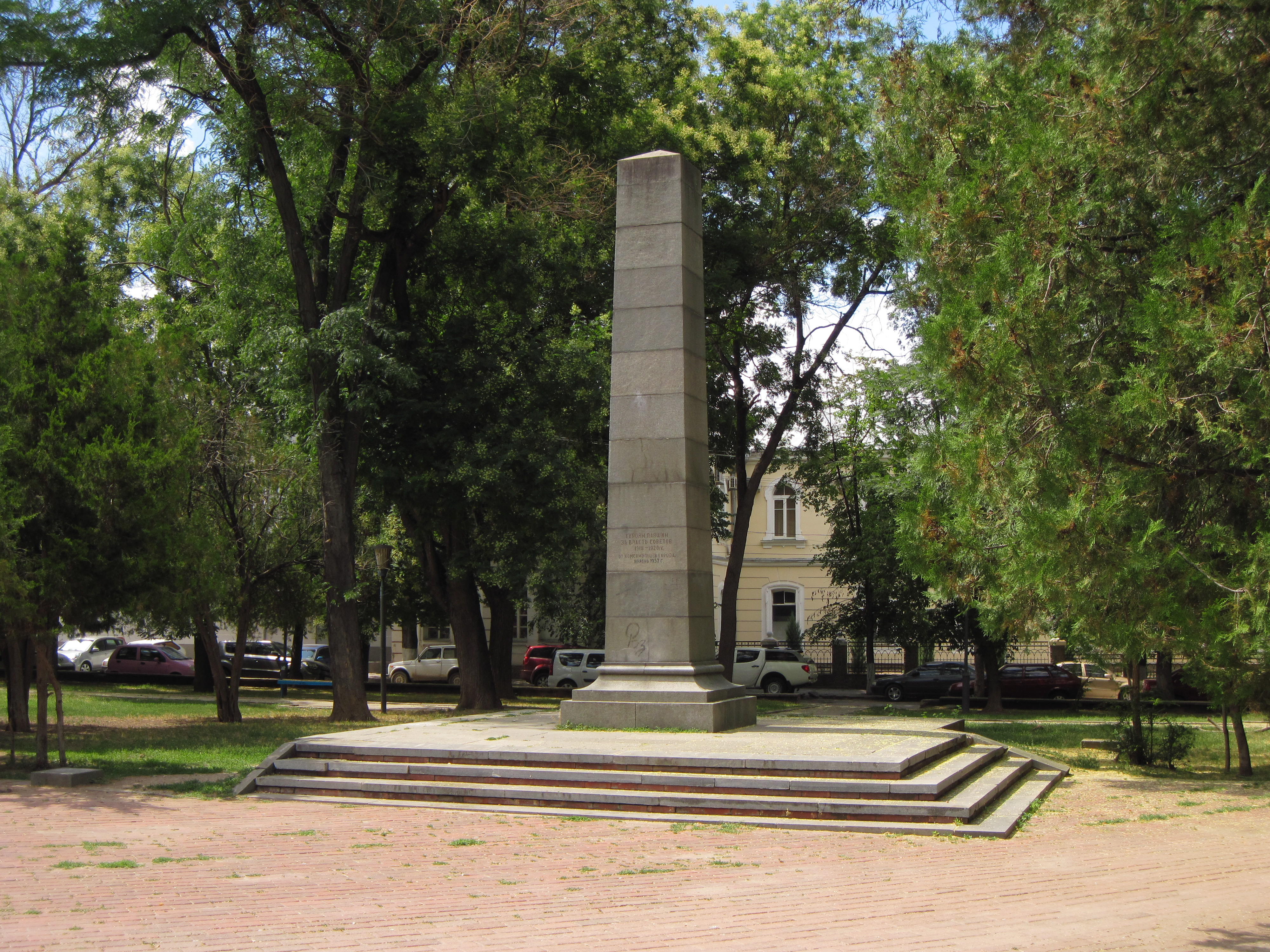
In una piazza sono sepolti i resti di 100 vittime del Terrore bianco a Sinferopoli.

In Russia, Ucraina, Bielorussia e altrove, un numero significativo di monumenti è dedicato alle vittime del Terrore bianco. La maggior parte dei monumenti sono stati collocati su delle fosse comuni.
Dal 1920, la piazza centrale di Volgograd è stata chiamata la "Piazza dei combattenti caduti", dove sono sepolti i resti di 55 vittime del Terrore bianco. Un monumento istituito nel 1957 in granito nero e rosso reca l'iscrizione: "Ai combattenti per la libertà di Caricyn Rossa. Qui sono sepolti gli eroici difensori di Caricyn Rossa brutalmente torturati dai macellai della Guardia Bianca nel 1919."
Un monumento alle vittime del Terrore bianco si trova a Vyborg. Fu eretto nel 1961 vicino all'autostrada di Leningrado per commemorare 600 persone uccise con mitragliatrici.
Il monumento "In memoria delle vittime del Terrore bianco" a Voronež si trova in un parco vicino alle biblioteche regionali Nikitinskaia. Il monumento fu inaugurato nel 1920 sul luogo delle esecuzioni pubbliche nel 1919 dalle truppe di Mamantov.
A Sebastopoli sulla 15th Bastion Street, c'è un "Cimitero comune e vittime del Terrore bianco". Il cimitero è chiamato in onore dei comunisti assassinati dai bianchi nel 1919-20.
Nella città di Slavgorod, nel territorio dell'Altaj, c'è un monumento per i partecipanti alla rivolta di Chernodolsky e le loro famiglie che sono cadute vittime del terrore bianco di Ataman Annekov.

### In russo
- . Литвин. Красный и белый террор 1918–1922. — М.: Эксмо, 2004 [revised second edition; first edition published 1995][A. Litvin. Red and White Terror of 1918-1922. Eksmo, 2004]
- д. и. н. Цветков В. Ж. Белый террор — преступление или наказание? Эволюция судебно-правовых норм ответственности за государственные преступления в законодательстве белых правительств в 1917—1922 гг. [Tsvetkov, J. White Terror - Crime or Punishment? The evolution of judicial and legal norms of responsibility for crimes against the state in the legislation the White governments in 1917-1922.]
- И. С. Ратьковский. Красный террор и деятельность ВЧК в 1918 году. СПб.: Изд-во С.-Петерб. ун-та, 2006. [Ratkovsky, IS. The Red Terror and the Activities of The Cheka in 1918. Izd-vo c.Peterb. un-ta, 2006. ISBN 5-288-03903-8.]
- П. А. Голуб. Белый террор в России (1918—1920 гг.). М.: Патриот, 2006. 479 с. ISBN 5-7030-0951-0. [Golub, P. White Terror in Russia (1918–1920 years). Moscow: Patriot, 2006. ISBN 5-7030-0951-0.5-7030-0951-0.]
- Зимина В. Д. Белое дело взбунтовавшейся России: Политические режимы Гражданской войны. 1917—1920 гг. М.: Рос. гуманит. ун-т, 2006. 467 с (Сер. История и память) [Zimin, VD. Whites in Russia: Political regimes of the Civil War. 1917-1920. Humanitarian. Univ, 2006. ISBN 5-7281-0806-7]